# Bodawpaya
Bodawpaya (birm. ဘိုးတော်ဘုရား /bódɔ̀ pʰəjá/; taj. ปะดุง; pełne imię sanskryckie: Sri Pawara Vijaya Nandayastri Bhuwanaditya Adipati Pandita Maha Dhama Rajadhiraja; 11 marca 1745 – 5 czerwca 1819) był szóstym królem z dynastii Konbaung w Birmie.
Po urodzeniu otrzymał imię Maung Shwe Waing, a później Badon Min. Był on czwartym synem Alaungpayi, założyciela dynastii Konbaung oraz Trzeciego Imperium Birmańskiego. Został obwołany królem po zdetronizowaniu w Ava swego bratanka Phaungkaza Maung Maung, syna najstarszego brata Naungdawgyi. W roku 1782 Bodawpaya przeniósł stolicę królestwa z powrotem do Amarapury. Był tytułowany Hsinbyumyashin (pol. Panem Białych Słoni), chociaż dla potomności stał się znany jako Bodawpaya ze względu na relację rodzinną w stosunku do swego następcy, wnuka Bagyidawa (Królewski Starszy Wuj), który z kolei otrzymał imię odzwierciedlające relację do swego bratanka Mindon Mina. Był ojcem 62 synów i 58 córek zrodzonych z około 200 żon.

## Wyprawy wojenne

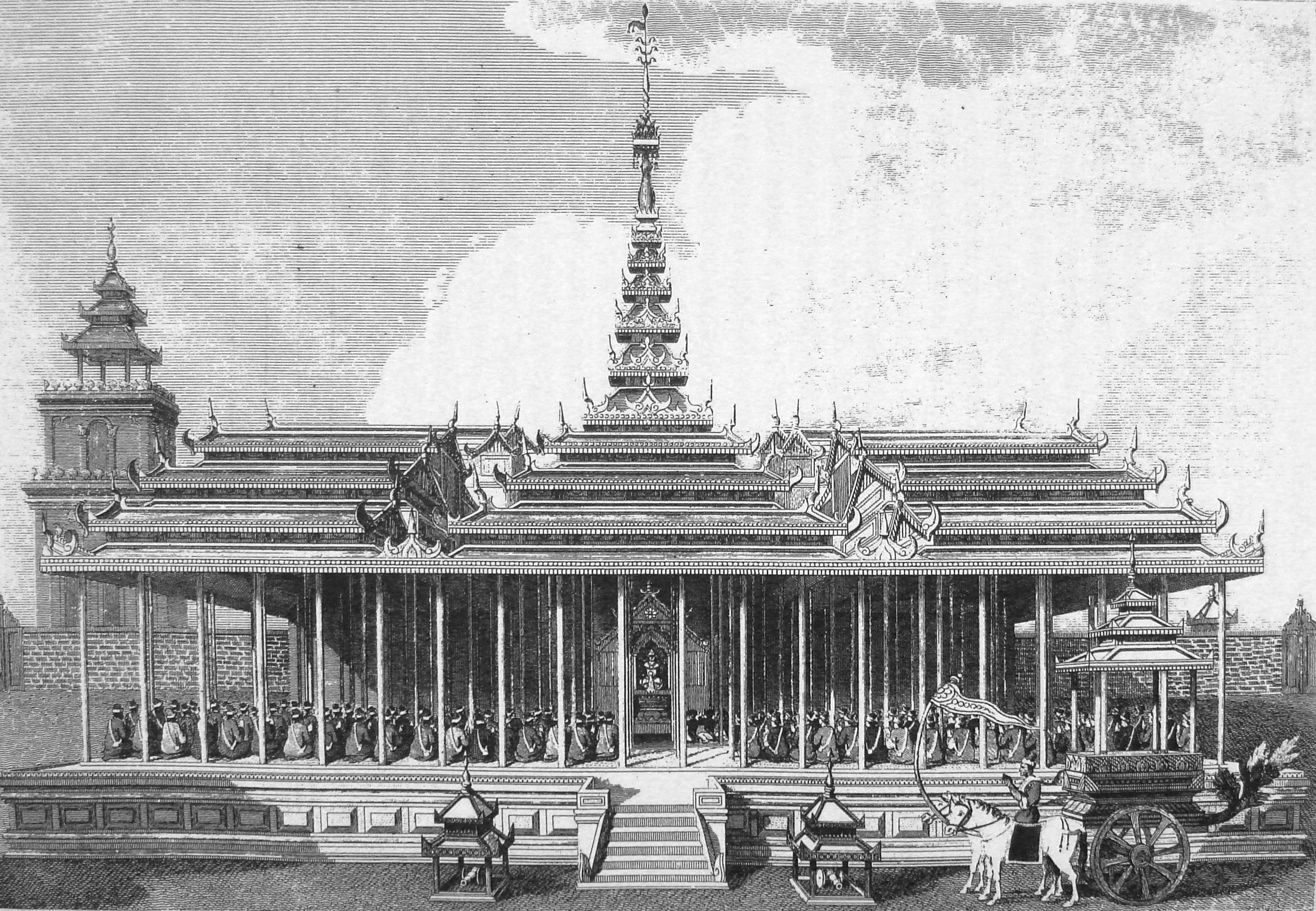
Pałac królewski w Amarapurze.

Znany także pod imieniem Bodaw U Waing, zaatakował on w roku 1784 Arakan wysyłając swoje armie pod dowództwem syna, Następcy Tronu Thado Minsawa, przez górskie grzbiety Yomy Zachodniej. Pod koniec roku zdobyta została stolica Arakanu – Mrauk U. Wśród licznych łupów, takich jak pochodzące z Imperium Khmerskiego brązowe posągi, do środkowej Birmy wywieziono wizerunek Buddy Mahamuni; skarby te można wciąż oglądać w Mandalaj. Wywieziono także ponad 20.000 jeńców jako niewolników do pracy na rzecz pagód, świątyń oraz arystokracji w Amarapurze. Gdy już dokonano aneksji Arakanu jako prowincji Birmy, jej rubieże zaczęły przylegać do granic Indii Brytyjskich. W roku 1794 Arakanowie podnieśli bunt, w związku z czym brytyjski gubernator Indii Sir John Shore (późniejszy lord Teignmouth) wysłał kapitana Michaela Symesa jako ambasadora na dwór w Ava, gdyż nadal pod tą nazwą królestwo było znane zewnętrznemu światu, wyposażając go we wszystko, co było niezbędne aby zebrać jak najwięcej informacji na temat kraju. W roku 1785 Bodawpaya zaatakował Syjam, ale został pokonany. Gubernator Tawè z pomocą Syjamczyków wzniecił bunt w roku 1791, jednak ekspedycja karna wysłana drogą morską przez Bodawpayę rozpoczęła oblężenie miasta, co zakończyło się negocjacjami pokojowymi w roku 1793 i cesją wybrzeża Taninthayi na rzecz Birmańczyków. Bodawpaya zaatakował Syjam ponownie w roku 1809, został jednak odparty przez Maha Senanuraka i dwie bohaterki – Chan i Mook.
W roku 1816 gubernator Guwahati z królestwa Ahom w Assamie, Badan Chandra Borphukan, odwiedził dwór Bodawpayi poszukując wsparcia w walce ze swym politycznym rywalem Purnanandą Burhagohainem, premierem królestwa. Borphukanowi udzielono pomocy w postaci silnej 16-tysięcznej armii pod dowództwem gen. Maha Minhla Minkhaunga. Siły birmańskie wkroczyły do Assamu w styczniu 1817 roku i pokonały armię assamską w bitwie pod Ghiladhari. W międzyczasie umarł Purnananda Burhagohai, a jego syn – Ruchinath Burhagohain – zbiegł do Guwahati. Panujący w Ahom król Chandrakanta Singha doszedł do porozumienia z Badan Chandra Borphukanem i jego birmańskimi sojusznikami. Król mianował Borphukana Mantri Phukanem (premierem), a księżniczka Hemo Aideo została wydana za Bodawpayę, który otrzymał też liczne dary. Wkrótce potem armia birmańska opuściła Assam. W rok później Badan Chandra Borphukana zamordowano, a król Ahom – Chandrakanta Singha – został zdetronizowany przez występującą przeciw niemu frakcję polityczną kierowaną przez Ruchinatha Burhagohaina, syna Purnanandy Burhagohaina. Chandrakanta Singha wraz z przyjaciółmi Badan Chandra Borphukana zwrócił się o pomoc do Bodawpayi. W lutym 1819 armia birmańska po raz drugi najechała Assam i przywróciła Chandrakanta Singhę na tron Assamu.

## Religia i kultura

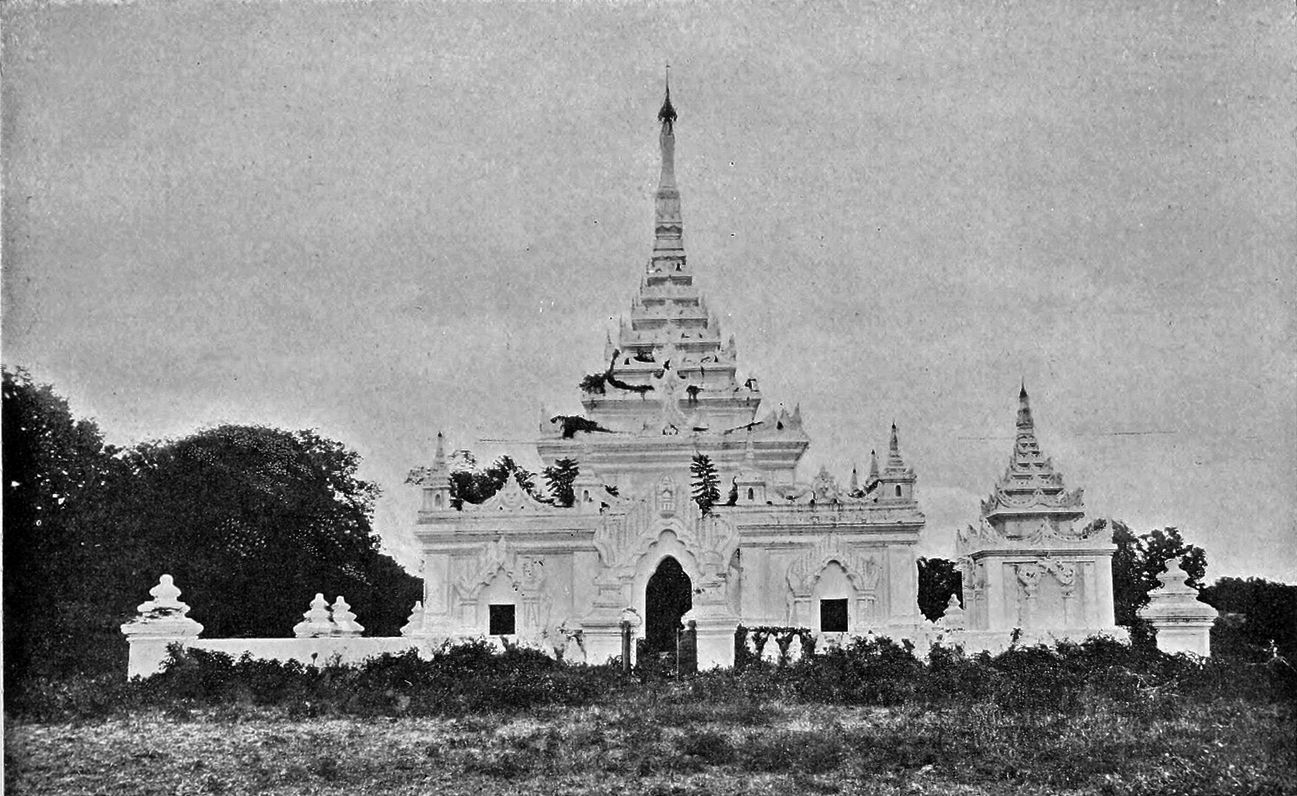
Grobowiec Bodawpayi w Amarapurze.

Bodawpaya ogłosił się kolejnym, mesjańskim Buddą, czyli Maitreją (Areimmadeiya), jednak jego roszczenia zostały zdecydowanie odrzucone przez Sanghę. W okresie jego panowania rozkwitała nauka dzięki dyscyplinie i stabilizacji osiągniętych po ustanowieniu kapituły Sangharajas, czyli starszych mnichów, na których spoczywała odpowiedzialność za strzeżenie czystości Sanghy. Rozsądził on skutecznie na rzecz ortodoksji spór o prawidłowy sposób noszenia mnisiej szaty ustalając, że ma ona podczas zbierania jałmużny zakrywać obydwa ramiona. Wspólnota mnichów została zunifikowana w ramach szkoły Thudhamma. Birma przyjęła rolę strażnika buddyzmu w całym regionie, a na Sri Lance, gdzie ustanowiono linię zakonną Amarapura Nikaya, przywrócone zostały święcenia upasampada.

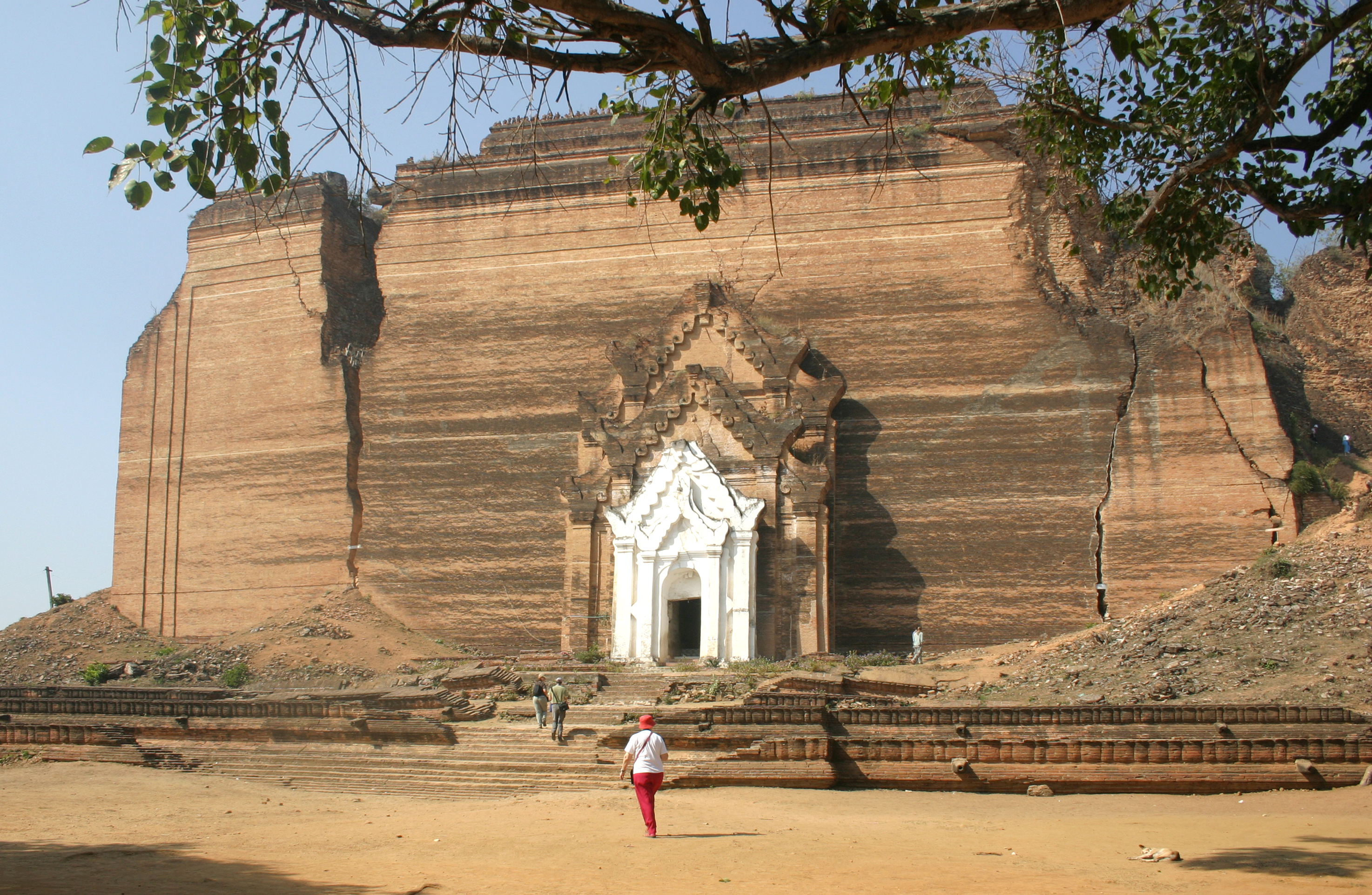
Nieukończona stupa Mantalagyi, która miała być największą stupą świata

W roku 1791 Bodawpaya rozpoczął budowę gigantycznej stupy nazywanej Mantalagyi lub Pahtodawgyi (pol. Wielka Królewska Stupa) w Mingwanie, 11 km w górę rzeki Irawadi od Mandalaj, na jej zachodnim brzegu. Nie została ona jednak nigdy ukończona po tym, gdy zaczęła szerzyć się przepowiednia głosząca, że Payagyi lè apyi that, moksoe thonnya kap – „Gdy ukończono wielką pagodę, odeszła dynastia Moksoe” (ဘုရားကြီးလည်းအပြီးသတ် မုဆိုးသုညကပ်။). Planowano, że osiągnie ona wysokość 150 metrów, wystarczającą aby górując nad wzgórzami Minwun była widoczna ze Shwebo na zachodzie, czyli miejsca narodzin dynastii. Trzęsienie ziemi z roku 1838 pozostawiło olbrzymie szczeliny w murach oraz spowodowało upadek do rzeki głów dwóch gigantycznych czinte. Obecnie pozostaje ona największą górą cegieł na świecie. Pomiędzy rokiem 1808 a 1810 odlano także gigantyczny 90-tonowy dzwon przeznaczony dla stupy i nazywany Dzwonem Mingwan. Jest to największy na świecie dzwoniący dzwon, gdyż większy od niego dzwon na Kremlu moskiewskim, zwany Carem Kołokołem jest uszkodzony i nigdy nie wydobył z siebie dźwięku. Podczas swego panowania Bodawpaya okazał się także wielkim patronem sztuki dramatycznej; mianował on ministra nazywanego Thabin Wun (သဘင်ဝန်) i ustanowił ścisłe regulacje w tym zakresie wydając królewski dekret (အမိန့်တော် a meint daw). Zarządził on też wielki ekonomiczny spis królestwa w roku 1784.
Po śmierci Bodawpayi w roku 1819 tron objął jego wnuk, Książę Sikongu, który stał się później znany jako Bagyidaw. Następca tronu, ojciec Bagyidawa, umarł już w roku 1808.